# Scheelit

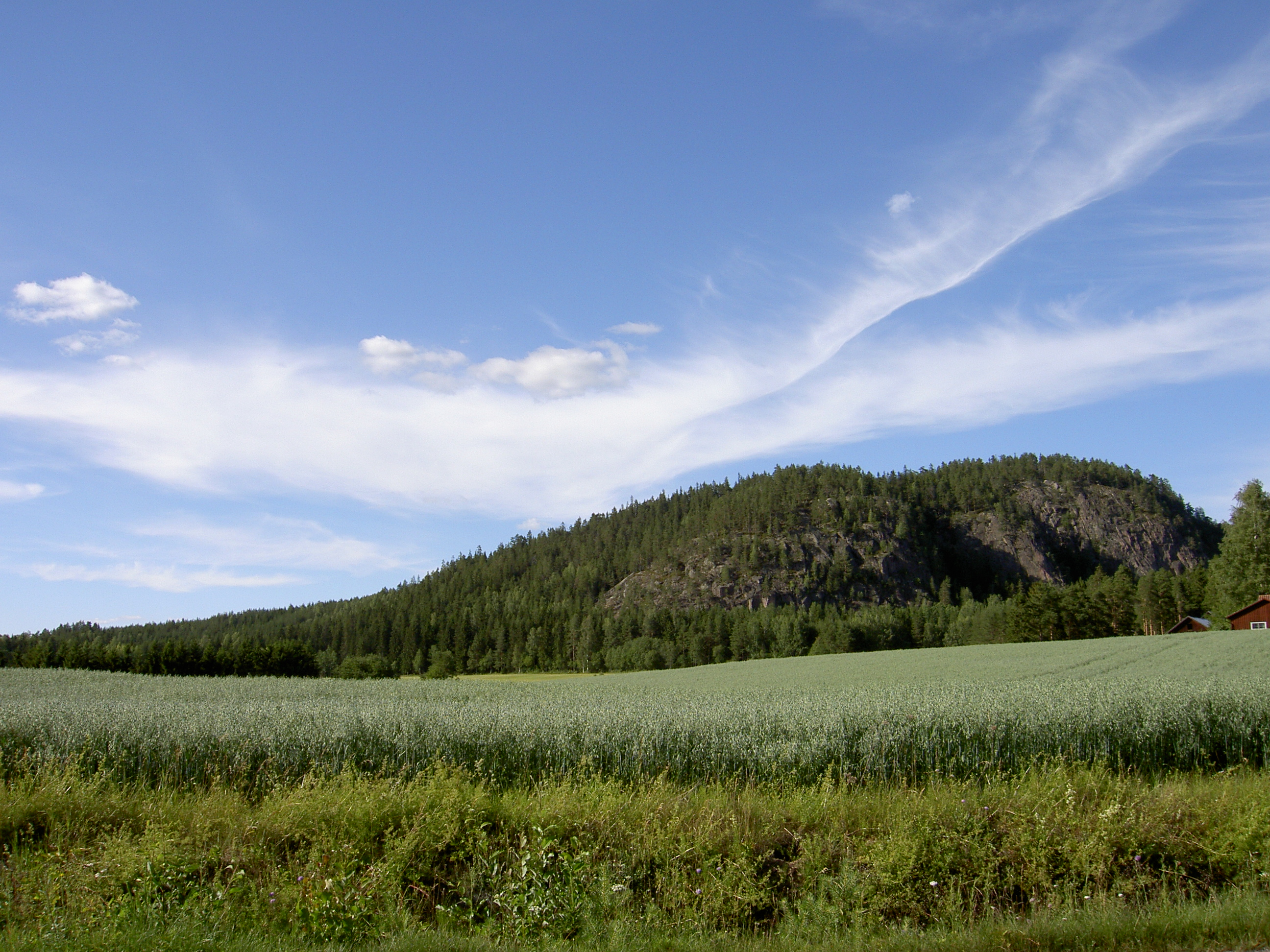
Bispbergs klack.

Scheelit är ett volframhaltigt mineral med formeln CaWO4 som används för att framställa metallen volfram.

## Egenskaper
Mineralets sammansättning är 63,9 % volfram och 13,9 % kalcium och resten syre. Sammansättningen brukar traditionellt anges i oxidform och blir då 80,5 % WO3 och 19,5 % CaO, men ofta ingår   1 – 8 % molybdenoxid i stället för volframoxid. Mineralet har vit, gul eller brun färg, och är genomskinligt.

## Historik
Mineralet beskrevs första gången av mineralogen och geschwornern Axel Fredrik Cronstedt i mineralprover från Bispbergs klack 1751 som Bispbergs tungsten tillsammans med Bastnäs tungsten – då två förmodade järnmalmer.
Scheelit har fått sitt namn efter Carl Wilhelm Scheele som visade att det består av kalk och en då okänd sur oxid. Scheeles upptäckt av denna okända syra visade att scheelit innehöll ett nytt grundämne. På den tiden betraktades själva oxiden som grundämne. Det blev emellertid de spanska bröderna d'Elhuyar som 1783 först lyckades få fram detta grundämne i metallisk form. Bröderna rapporterade en densitet som tyder på att metallen var i oren form. De fick fram metallen ur ett annat mineral, volframit. Namnet tungsten på mineralet kommer av dess höga densitet och användes under mitten av 1700-talet om flera olika tunga mineral, vilkas samband man då inte förstod. I "Försök til mineralogie eller mineral-rikets upställning" som Axel Fredrik Cronstedt anonymt utgav år 1758 beskrev han flera tunga mineral under detta namn som om de vore varianter av samma mineral. När deras olika art senare klarlades kopplades namnet tungsten till just scheelit medan det i några andra länder kopplades till grundämnet.

## Förekomst
Scheelit förekommer på många platser i små mängder, särskilt i förening med gnejs eller granit. I tennmalmsgruvorna vid Monroe i Connecticut, USA, förekommer större mängder liksom på flera andra platser i Nordamerika. 